# Ascophanus bresadolae
Ascophanus bresadolae är en svampart som beskrevs av Boud. 1907. Ascophanus bresadolae ingår i släktet Ascophanus och familjen Ascobolaceae.   Inga underarter finns listade i Catalogue of Life.